# Щецинек (гміна)
Гміна Щецинек (пол. Gmina Szczecinek) — сільська гміна у північно-західній Польщі. Належить до Щецинецького повіту Західнопоморського воєводства.
Станом на 31 грудня 2011 у гміні проживало 9497 осіб.

## Територія
Згідно з даними за 2007 рік площа гміни становила 510.21 км², у тому числі:
- орні землі: 44.00%
- ліси: 38.00%

Таким чином, площа гміни становить 28.90% площі повіту.

## Населення
Станом на 31 грудня 2011:
| Опис     | Загалом | Загалом | Чоловіки | Чоловіки | Жінки | Жінки |
| -------- | ------- | ------- | -------- | -------- | ----- | ----- |
| одиниця  | осіб    | %       | осіб     | %        | осіб  | %     |
| все      | 9497    | 100     | 4774     | 50.27    | 4723  | 49.73 |
| міське   | 0       | 100     | 0        |          | 0     |       |
| сільське | 9497    | 100     | 4774     | 50.27    | 4723  | 49.73 |

## Сусідні гміни
Гміна Щецинек межує з такими гмінами: Барвіце, Білий Бур, Боболіце, Борне-Суліново, Ґжмьонца, Жечениця, Оконек, Чарне, Щецинек.